# Тимелія бура
Тимелія бура (Arcanator orostruthus) — вид горобцеподібних птахів родини Modulatricidae.

## Таксономія
Під час відкриття птаха, у 1933 році Джек Вінсент відніс вид під назвою Phyllastrephus orostruthus до родини бюльбюлевих. У 1964 році Сідні Діллон Ріплі виокремив вид до роду Modulatrix та відніс до родини дроздових. У 1986 році Філіп Александер Кленсі та Майкл Патрік Стюарт Ірвін виокремили таксон в монотиповий рід Arcanator у родині тимелієвих. Генетичний аналіз 2008 року показав, що ці птахи є базальними у надродині Passeroidea, а їхнім найближчим родичем є цукролюбові (Promeropidae). У 2015 році рід Arcanator з монотиповими родами Modulatrix і Kakamega об'єднали у нову родину Modulatricidae.

## Поширення
Вид поширений в Танзанії та Мозамбіку. Мешкає у гірських дощових лісах. Ареал розірваний, трапляється на декількох гірських системах, зокрема в горах Мабу, Усамбара та Удзунгва.

## Опис
Птах завдовжки 17-19 см. Верхня частина тіла темно-оливкова, крила коричневі. Горло, груди та черево строкате, жовтого, сірого та оливкового забарвлення.

## Спосіб життя
Трапляється у лісах, поруч з невеликими водоймами. Живиться комахами та іншими дрібними безхребетними, яких шукає у лісовій підстилці.